# Arty (épouse de Chabataka)
Pour l’article homonyme, voir Arty.
Arty est l'épouse du roi nubien Chabataka de la XXVe dynastie.

## Biographie
Arty est une fille du roi Piânkhy et épouse de Chabataka. Elle est connue par la statue du Musée du Caire (no 49157). Son nom est mentionné sur la base d'une statue de Horemakhet.

## Sépulture
Elle est enterrée dans la nécropole d'El-Kourrou, dans la tombe Ku 6.